# 장구봉로
장구봉로(Janggubong-ro)는 충청북도 청주시 흥덕구 가경동 개신성화사거리와 복대동 기상대삼거리 를 잇는 충청북도 청주시의 도로이다. 

## 주요 경유지
충청북도
- 청주시 흥덕구 (가경동 . 복대동)

## 노선
| 이름           | 접속 노선     | 소재지        | 소재지        | 소재지        | 비고          |
| 서현로와 직결  | 서현로와 직결 | 서현로와 직결 | 서현로와 직결 | 서현로와 직결 | 서현로와 직결 |
| -------------- | ------------- | ------------- | ------------- | ------------- | ------------- |
| 서현중사거리   | 2순환로       | 청주시        | 흥덕구        | 가경동        |               |
| 경덕초교사거리 | 풍년로        | 청주시        | 흥덕구        | 가경동        |               |
| 사대부고사거리 | 가경로        | 청주시        | 흥덕구        | 가경동        |               |
| 가경2교        |               | 청주시        | 흥덕구        | 가경동        |               |
|                | 복대동        | 청주시        | 흥덕구        |               |               |
| 가경사거리     | 복대로        | 청주시        | 흥덕구        |               |               |
| (삼거리)       | 성봉로        | 청주시        | 흥덕구        |               |               |

## 주요 건물 및 시설
- 경덕초등학교 (충청북도 청주시 흥덕구 장구봉로 36)
- 파리크라상 청주가경2호점 (충청북도 청주시 흥덕구 장구봉로 68)
- 봉구스밥버거 가경2호점 (충청북도 청주시 흥덕구 장구봉로 68)
- SK텔레콤 T world 한음대리점가경덕일점 (충청북도 청주시 흥덕구 장구봉로 71)
- 가경초등학교 (충청북도 청주시 흥덕구 장구봉로 93)
- 청주외국어고등학교 (충청북도 청주시 흥덕구 장구봉로 107)
- 가경중학교 (충청북도 청주시 흥덕구 장구봉로 113)